# Bezirksklasse Magdeburg-Anhalt 1937/38
De Bezirksklasse Magdeburg-Anhalt 1937/38 was het vijfde voetbalkampioenschap van de Bezirksklasse Magdeburg-Anhalt, het tweede niveau onder de Gauliga Mitte en een van de drie reeksen die de tweede klasse vormden. Fortuna Magdeburg werd kampioen en kon via de eindronde promotie afdwingen.

## Eindstand
| Plaats | Club                       | Wed. | Saldo | Ptn.  |
| ------ | -------------------------- | ---- | ----- | ----- |
| 1.     | FV Fortuna Magdeburg       | 22   | 66:29 | 29:15 |
| 2.     | SV Wacker Bernburg         | 22   | 60:44 | 28:16 |
| 3.     | VfL Viktoria-Neustadt 1860 | 22   | 52:48 | 27:17 |
| 4.     | Saxonia 07 Tangermünde     | 22   | 60:56 | 27:17 |
| 5.     | FC 1915 Mildensee          | 22   | 41:42 | 23:21 |
| 6.     | FC Viktoria 09 Stendal     | 22   | 63:46 | 22:22 |
| 7.     | MSC Preußen 99             | 22   | 55:49 | 21:23 |
| 8.     | FC Preußen 02 Burg         | 22   | 56:52 | 21:23 |
| 9.     | FC Germania Halberstadt    | 22   | 45:56 | 20:24 |
| 10.    | SpVgg 04 Thale             | 22   | 46:64 | 20:24 |
| 11.    | SV Viktoria 03 Zerbst      | 22   | 52:62 | 19:25 |
| 12.    | VfB 1906 Schönebeck        | 22   | 41:89 | 7:37  |

|  | Kampioen, deelname promotie-eindronde |
|  | Degradatie naar 1. Kreisklasse        |

## Promotie-eindronde
De vier kampioenen van de 1. Kreisklasse namen het tegen elkaar op, de top twee promoveerde.
| Plaats | Club                     | Wed. | Saldo | Ptn. |
| ------ | ------------------------ | ---- | ----- | ---- |
| 1.     | SV 09 Staßfurt           | 6    | 12:10 | 8:4  |
| 2.     | VfL Germania Wernigerode | 6    | 17:13 | 7:5  |
| 3.     | SV 07 Bernburg           | 6    | 9:11  | 6:6  |
| 4.     | Stendaler BuTC           | 6    | 15:19 | 3:9  |

|  | Promotie naar Bezirksklasse Magdeburg-Anhalt 1938/39 |